# Саламин
Салами́н (греч. Σαλαμίνα или Σαλαμίς) — крупнейший из Саронических островов в заливе Сароникос в Греции недалеко от Афин. Площадь острова 91,503 квадратных километра. Население — 39 283 жителя по переписи 2011 года. Входит в одноимённую общину (дим) в периферийной единице Острова в периферии Аттике. Административный центр общины — город Саламин.

## История
В VII—VI веках до н. э. за обладание островом велась длительная борьба между Афинами и Мегарой.
При Саламине прошла одна из известнейших битв античности, в которой греки под началом Фемистокла разбили персидский флот в 480 году до н. э.
Саламин также известен как остров Аякса — гомеровского героя, возглавлявшего саламинян в Троянской войне.
В период османского владычества остров назывался Кулури (Κούλουρη) от κολούρος.

## Экономика
Является дачным местом рабочего населения района Перама — Пирей, иностранные туристы здесь редкие гости. 
Северо-восточная коса Киносура служит местом отстоя и ремонта торговых судов. 
Центр рыболовства. Развито садоводство, в основном фисташковые деревья. 
Саламин также является главной базой греческого ВМФ.

## Транспорт
Остров Саламин сообщается с Пирейским районом на материке паромной переправой. Проехав по северу острова, можно выехать на автостраду 8 Афины — Патры через западную переправу возле монастыря Фанеромени.

## Известные уроженцы
- Лембесис, Полихронис (1848—1913), греческий художник, представитель так называемой Мюнхенской школы;
- Теодорос Пангалос (1878—1952), генерал, участник Балканских и I-й мировой войн и Малоазийского похода, политик, диктатор Греции в 1925—26 гг.